# Medal Waleczności (Austria)
Medal Waleczności (niem. Tapferkeitsmedaille) – austro-węgierskie odznaczenie wojskowe.

## Historia
Złoty lub srebrny medal dla żołnierzy i podoficerów wyróżniających się w walce został po raz pierwszy ustanowiony 19 lipca 1789 przez cesarza Józefa II. Od 1809 otrzymał on nazwę Medal Waleczności (Tapferkeitsmedaille). W 1848 podzielono srebrny medal na dwa stopnie: srebrny duży i srebrny mały, a 14 lutego 1915 cesarz Franciszek Józef wprowadził stopień brązowy.
Medal ten do 1917 mógł być nadawany jedynie żołnierzom i podoficerom. Od 15 września 1917 nadawano złoty i srebrny medal także oficerom – wersja oficerska wyróżniała się złotą lub srebrną literą „K” na wstążce. Medale dla żołnierzy i podoficerów nadawali dowódcy, natomiast medale oficerskie – cesarz.
Nagrodzeni złotym lub srebrnym Medalem Waleczności mieli prawo do dożywotniej pensji miesięcznej, w wysokości (w październiku 1914): 30 koron za złoty medal, 15 i 7,50 koron za srebrny duży i mały.

## Wygląd
Medal jest w kształcie okręgu, z profilem głowy panującego cesarza na awersie, otoczonej napisem. W przypadku Franciszka Józefa, profil jego głowy zmieniał się trzykrotnie podczas długiego panowania, a napis od 1859 brzmiał: „FRANZ JOSEPH I. V. G. G. KAISER V. OESTERREICH”. Na rewersie widniało sześć skrzyżowanych flag otoczonych wieńcem laurowym i napis: „Der Tapferkeit”. Od 4 kwietnia 1917, po śmierci cesarza Franciszka Józefa, na awersie widniał portret cesarza Karola otoczony napisem: „CAROLVS D. G. IMP. AVST. REX BOH. ETC. ET REX APOST. HVNG.”, a na rewersie napis: „FORTITVDINI”.
Średnica medali złotego i srebrnego I klasy wynosi 40 mm (masa odpowiednio 28 g i 17 g), a średnica medalu srebrnego II klasy i brązowego wynosi 31 mm. Od 1848 medal jest zawieszony na trójkątnej biało-czerwonej wstążce. Dekret z 29 listopada 1915 wprowadził metalowe poprzeczki szerokości 8 mm na wstążce, oznaczające kolejne nadania medalu.
Wstążka była biała, z dwoma czerwonymi paskami blisko krawędzi połączonymi czerwonymi prążkami.

## Odznaczeni
Najczęściej dekorowanym podoficerem armii austro-węgierskiej był as myśliwski Julius Arigi, który otrzymał czterokrotnie złoty Medal Waleczności, czterokrotnie duży srebrny i dwukrotnie mały srebrny medal i dwa brązowe. Oprócz niego, czterokrotnie złoty medal otrzymał jedynie as Kurt Gruber, a 6 osób otrzymało go trzykrotnie (z tego 3 pośmiertnie). Zgodnie z praktyką dowództwa austriackiego, laureatów złotego medalu starano się odsyłać do służby tyłowej, wyjątek czyniono jedynie dla lotników. Po I wojnie światowej medal został zniesiony wraz z rozpadem cesarstwa austriackiego. Podczas I wojny światowej nadano ok. 3700 medali złotych, 143 tys. dużych srebrnych, 384 tys. małych srebrnych i 950 tys. brązowych.